# HD 142
HD 142 är en vid dubbelstjärna i den mellersta delen av stjärnbilden Fenix. Den har en skenbar magnitud av ca 5,71 och är svagt synlig för blotta ögat där ljusföroreningar ej förekommer. Baserat på parallax enligt Gaia Data Release 2 på ca 38,2 mas, beräknas den befinna sig på ett avstånd på ca 85 ljusår (ca 26 parsek) från solen. Den rör sig bort från solen med en heliocentrisk radialhastighet på ca 6 km/s.

## Egenskaper
Primärstjärnan HD 142 A är en gul till vit stjärna i huvudserien av spektralklass F7 V. Den har en massa som är ca 1,3 solmassor, en radie som är ca 1,4 solradier och har ca 2,9 gånger solens utstrålning av energi från dess fotosfär vid en effektiv temperatur av ca 6 300 K.
En stjärna, HD 142 B, med skenbar magnitud 11,5 upptäcktes 1894 vilket gjorde HD 142 till en dubbelstjärna. Följeslagaren bekräftades 2007 vara gravitationellt bunden och fastställdes till att vara en röd dvärg av spektraltyp K8.5-M1.5 med 54 procent av solens massa. Paret har en beräknad separation av 120,6 AE.

## Planetsystem
År 2001 tillkännagav det anglo-australiska planetsökteamet under ledning av Chris Tinney upptäckten av en exoplanet som kretsar kring primärstjärnan. En extra linjär trend i radiala hastighetsdata noterades 2006 som kunde orsakas av en annan planet eller av följeslagaren. År 2012 medförde ytterligare mätningar upptäckten av en andra planet. En tredje möjlig planet med en period på 108 dygn sågs i datan, men med en felsannolikhet på fem procent. En annan rapport från samma team uppdaterade parametrarna för b och c men nämnde inte den möjliga planeten d.
| Planet         | Massa             | Halv storaxel (AE) | Siderisk omloppstid (d) | Excentricitet | Inklination | Radie |
| -------------- | ----------------- | ------------------ | ----------------------- | ------------- | ----------- | ----- |
| d (obekräftad) | ≥ 0,30 MJ         | 0,469              | 108,39                  | 0,12          | -           | -     |
| b              | ≥1,268 ± 0,107 MJ | 1,0467 ± 0,0015    | 352,48 ± 0,77           | 0,294 ± 0,076 | -           | -     |
| c              | ≥5,35 ± 0,27 MJ   | 7,139 ± 0,025      | 6,268 ± 0,32            | 0,138 ± 0,055 | -           | -     |